# Clădirea fostei stații electrice (Grigoriopol)
Clădirea fostei stații electrice este o clădire amplasată pe str. K. Marx, 181 în Grigoriopol, Republica Moldova. Este un monument arhitectural de importanță națională inclus în Registrul monumentelor Republicii Moldova ocrotite de stat cu nr. 469 (raionul Grigoriopol). Datează din 1936.